# Madness (альбом Madness)
Madness — сборник британской ска/поп-группы Madness. Был выпущен только в США в 1983 году. Включает в себя лучший хит «Our House» из альбома The Rise & Fall, который не выпускался в США. В альбоме есть все британские сингы от «Grey Day» до «Tomorrow’s (Just Another Day)». 

## Список композиций
1. Our House
2. Tomorrow's (Just Another Day)
3. It Must Be Love
4. Primrose Hill
5. Shut Up
6. House of Fun
7. Night Boat to Cairo
8. Rise and Fall
9. Blue Skinned Beast
10. Cardiac Arrest
11. Grey Day
12. Madness (Is All in the Mind)